# Palais de Chaillot

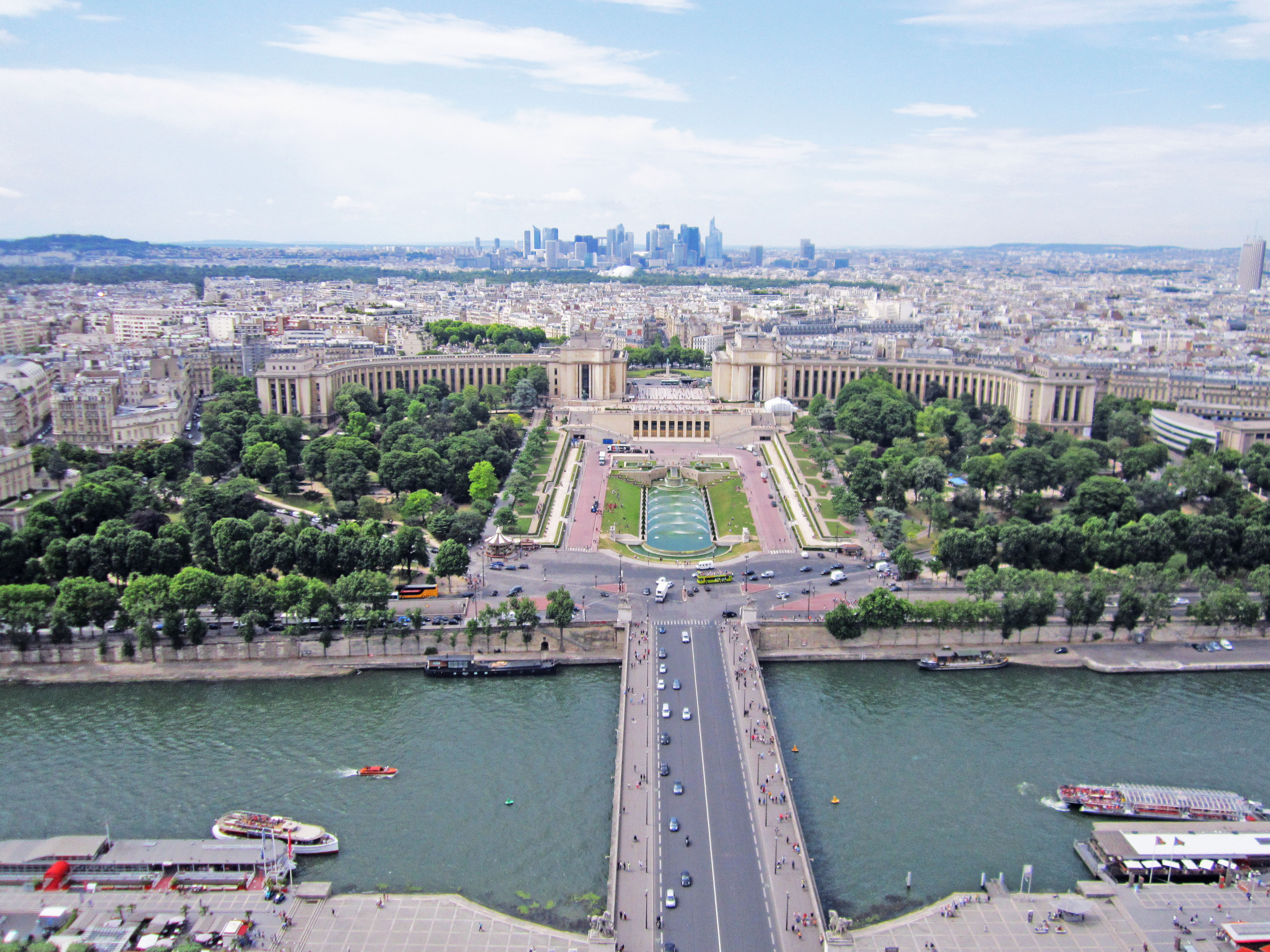
Palais de Chaillot en de Jardins du Trocadéro vanaf de Eiffeltoren

Het Palais de Chaillot is een gebouw op een heuvel aan de rivier de Seine, tegenover de Eiffeltoren in het 16e arrondissement aan de westkant van Parijs.
Het Palais de Chaillot is gebouwd voor de Wereldtentoonstelling van 1937 op de plek waar eerder het Palais du Trocadéro stond. Dat gebouw – zelf indertijd gebouwd voor de Wereldtentoonstelling van 1867 – werd gedeeltelijk afgebroken voor het nieuwe Palais de Chaillot. Het Palais de Chaillot bestaat uit twee losstaande vleugels met een esplanade ertussen. Beide vleugels werden gebouwd met instandhouding van de originele vleugels van het Palais de Trocadéro. De grote centrale hal en de twee torens van het Palais du Trocadéro werden neergehaald en gesloopt; op die plek ligt sindsdien de esplanade du Trocadéro. Dit plein geeft een ononderbroken uitzicht op de Eiffeltoren die aan de overkant van de Seine staat op het Champs de Mars.
De architecten van het gebouw in Streamline Design waren Louis-Hippolyte Boileau, Jacques Carlu en Léon Azéma.
Op 10 december 1948 werd in het Palais de Chaillot de Universele Verklaring van de Rechten van de Mens vastgesteld door de Algemene Vergadering van de Verenigde Naties. Van 1952 tot 1959 was het hoofdkwartier van de NAVO hier gevestigd totdat het verhuisde naar een andere locatie in Parijs.
Het Palais de Chaillot herbergt:
- de Cité de l'architecture et du patrimoine inclusief het Musée des Monuments Français
- het Musée de l'Homme, een etnologisch museum
- het Musée national de la Marine
- het Théatre national de Chaillot, een theater onder de esplanade

Tussen de vleugels van het gebouw en de weg langs de Seine liggen de Jardins du Trocadéro, een park met een grote fontein. Tijdens de openingsceremonie van de Olympische Zomerspelen 2024 was Trocadero het middelpunt van alle activiteit langs de Seine. Hier verzamelden zich de sporters na hun boottocht over de rivier en hier verklaarde president Emmanuel Macron de spelen voor geopend.
Élysée · Hôtel d'Avaray · Hôtel de Salm · Louvre · Palais Bourbon · Palais de Chaillot · Palais du Luxembourg · Palais-Royal

Voormalig: Palais des Tuileries

Zie ook: Lijst van bezienswaardigheden in Parijs
- Bibsys: 1059015
- Bibliothèque nationale de France: cb16040777b (data)
- Gemeinsame Normdatei: 4495348-3
- Library of Congress Control Number: sh87002303
- MusicBrainz: f6075675-60b1-4753-8d6a-02219a143ea6
- Nationale Bibliotheek van Israël: 987007287936005171
- Système universitaire de documentation: 159301017
- Virtual International Authority File: 173244574